# Thorictus
Thorictus is een geslacht van kevers uit de familie spektorren (Dermestidae). De wetenschappelijke naam van het geslacht werd in 1834 gepubliceerd door Ernst Friedrich Germar.
Dit geslacht telde in 2011 ongeveer 160 soorten, verspreid over Eurazië en Afrika. Het zijn kleine kevers, minder dan 3 mm lang.
Alle soorten in dit geslacht zijn myrmecofiel en leven in de nesten van mieren. Ze vertonen twee verschillende levenswijzen. Sommige soorten zijn "specialisten" die een bepaalde mierensoort als gastheer gebruiken, en die soorten leven "foretisch", dat wil zeggen dat ze zich laten transporteren door zich aan een lichaamsdeel van de gastheer vast te hechten, in dit geval aan een voelspriet van een werkstermier. Dit gebeurt typisch tussen Thorictus en mieren van het geslacht Cataglyphis. Een voorbeeld is Thorictus foreli. In het laboratorium is vastgesteld dat Thorictus-kevers meerdere maanden op het hoofd van mieren kunnen verblijven, waarbij ze af en toe van een mier naar een andere wisselen. Andere soorten bewegen vrij rond in het nest en hebben meerdere soorten mieren als gastheer. Alle soorten leven hoofdzakelijk van afval, de resten van het voedsel van de mieren, en van dode mieren. De kevers gebruiken wellicht een vorm van chemische mimicry om zich te integreren in een mierennest.